# Яннес, Элли
Элли Яннес (швед. Elly Maria Jannes, 15 ноября 1907 — 11 февраля 2006) — шведская писательница и переводчица, журналистка.

## Биография
Элли Яннес родилась в Эребру в 1907 г. Её родителями были Янне Петтерсон и Анна Лэндстрём. Впоследствии Элли взяла имя отца в качестве фамилии. Детство Элли протекало среди металлургов в Brevens bruk с его сталелитейными заводами, что оставило глубокий след в её душе, и к его образу она не раз обращалась в своём творчестве.
В 1934 г. Элли получила степень магистра философии на факультете математических и естественных наук Стокгольмского университета. Уже во время учёбы она начала писать свои первые статьи по культуре для разных журналов. Она выиграла конкурс журнала Idun и в дальнейшем работала в нём до 1935 г. Публиковалась и в других периодических изданиях, например, в женском журнале Tidevarvet.
Элли была вовлечена в популярное в те времена движение воздержания — отказа от употребления алкоголя: она писала статьи в журналы о воздержании Polstjärnan, Reformatorn. Но почти вся её жизнь была связана с журналом Vi («Мы»), в котором она проработала с 1936 г. до своего ухода на пенсию в 1969 г. Для журнала она написала большое число репортажей как из Швеции, так и из других стран — в середине XX в. этот журнал был очень популярен в Швеции.
Элли проявила себя и как писательница. Первая её книга Renarna visar vägen («Олени показывают дорогу») с фотоиллюстрациями Анны Ривкин-Брик вышла в 1942 г. Единственное в её творчестве художественное произведение Detta är mitt enda liv («Это моя единственная жизнь», 1944 г.) о борьбе девушки с предрассудками было прочитано по радио. В 1945 г. Элли была награждена премией газеты Svenska Dagbladet.
Сразу по окончании Второй Мировой войны Элли отправилась в пострадавшие от бомбёжек районы Европы и опубликовала свои впечатления о суровых реалиях послевоенной Европы вместе со сделанными фотографиями. Она также предприняла большое путешествие по Азии (Турция, Иран и Ирак) и опубликовала их в документальной книге Österland. Ряд её публикаций был посвящён Лапландии и культуре населяющего её народа, например, одна из её самых известных книг Elle Kari (1951). Эта книга была переведена на английский, немецкий, финский, датский и норвежский языки и выдержала несколько изданий. После путешествия по Марокко она выпустила книгу Solnedgångens land («Страна солнца», 1953 г.). В 1955 году вышла её книга воспоминаний Ett år med Kari («Год с Кари»), в которой она рассказала о жизни своей маленькой дочери.
После ухода из журнала Vi Элли продолжала путешествовать и описывать свои путешествия в книгах. Две книги — Människor i Tanzania («Люди в Танзании», 1974 г.) и Möten i Moçambique («Встречи в Мозамбике», 1976 г.) она написала в соавторстве с дочерью.
Элли Яннес скончалась в Стокгольме в 2006 году.

## Личная жизнь
Элли Яннес была замужем за Сванте Хёебергом, дочь Элле-Кари Хёеберг.